# Cirka
Cirka latinsky znamená přibližně. Často se používá i latinský tvar circa nebo zkratky cca, ca, c nebo značka ~ (vlnovka). Používá se v případech, kdy se uvádí hodnota známá pouze zhruba nebo přibližně, nejsme-li si jisti o přesném čase nebo počtu, ale jsme si jisti blízkou přibližností. Za zkratkou se nepíše tečka.

## Příklad použití
V článku Vilém I. Dobyvatel je uvedeno „cca 1028 – 9. září 1087“. V takovém případě je jasné, že rok 1028 je uveden pouze přibližně a naopak že 9. září 1087 je přesné datum.